# Bita Farrahi
 (décembre 2023).
Si vous disposez d'ouvrages ou d'articles de référence ou si vous connaissez des sites web de qualité traitant du thème abordé ici, merci de compléter l'article en donnant les références utiles à sa vérifiabilité et en les liant à la section « Notes et références ».
 (décembre 2023).
Bita Farrahi (en persan : بيتا فرهی), née le 21 mars 1958 à Téhéran et morte le 25 novembre 2023 dans la même ville, est une actrice iranienne. Elle est née au sein d'une famille intellectuelle. En tant que nièce de Farhang Farahi, écrivaine et journaliste renommée, elle a grandi au sein d'un environnement imprégné de culture et de pensée critique. En 1973, elle se marie avec Hassan Ghoreishy, le fondateur du journal "Keyhan Edition Journal". De cette union, naît une fille prénommée Mahsa Ghoreishy.
En 1978, elle prend la décision de s'installer aux États-Unis pour poursuivre ses études cinématographiques à la John Robert Powers School en Californie. Là-bas, elle affine ses compétences dans le monde du cinéma, acquérant une formation précieuse qui façonnera sa carrière future.
En 1981, elle décide de revenir à Téhéran, emportant avec elle l'influence des arts cinématographiques américains. C'est à ce moment-là que sa carrière dans le cinéma commence, marquant le début d'une nouvelle ère artistique. Son premier film, Hamoun, réalisé par le réalisateur Dariush Mehrjui, témoigne de son engagement envers l'expression cinématographique et établit sa présence dans l'industrie cinématographique iranienne. Ce film, qui voit le jour en cette période tumultueuse de l'histoire iranienne, devient une œuvre marquante, illustrant sa passion pour le cinéma en tant que moyen d'exploration et d'expression artistique.
Elle a surtout joué des rôles de femmes indépendantes et intellectuelles qui luttent avec leurs problèmes psychologiques et familiaux.

## Filmographie
- Hamoun de Dariush Mehrjui (1990)
- Banu de Dariush Mehrjui (1990)
- Kimia (1993)
- Hotel Karton (1996)
- Zendegi (1997)
- E'teraaz (1998)
- Mix (1999)
- Khane'i Roi Aab (2000)
- Park-e Vey (2005)
- Khunbazi (2006)
- Khak-e Ashna (2007)
- Shirin d'Abbas Kiarostami (2008)
- Shish o Besh (2010)
- Besharat be Yek Shahrvand-e Hezareye Sevom (2011)
- Dowran-e 'Eshqi (2012)
- Vaghti Bargashtam (2016)
- Baradaram Khosro (2016)
- Akharin Dastan (2018)
- Movafaghat-e Asuli (2018)
- Laminor (2020)
- Zamani Dar Ebtidat (2022)